# 13256 Marne
13256 Marne è un asteroide della fascia principale. Scoperto nel 1998, presenta un'orbita caratterizzata da un semiasse maggiore pari a 2,4527128 au e da un'eccentricità di 0,1529379, inclinata di 11,98686° rispetto all'eclittica.
L'asteroide è dedicato al fiume Marna.